# Löbitz
Löbitz is een plaats en voormalige gemeente in de Duitse deelstaat Saksen-Anhalt en maakt deel uit van de Landkreis Burgenlandkreis.
Löbitz telt 457 inwoners.